# Скронево-нижньощелепний суглоб
Скронево-нижньощелепний суглоб (лат. articulátio temporomandibuláris) — парний діартроз на черепі, що з'єднує нижню щелепу з основою черепа. Утворений головкою нижньощелепної кістки та нижньощелепною ямкою скроневої кістки. Унікальним утворенням суглоба є внутрішньосуглобовий диск (лат. díscus articuláris), який зростаючись з капсулою суглоба розділяє її порожнину на два відокремлених відділи.

## Онтогенез
Закладка суглоба відбувається на 12 тижні внутрішньоутробного розвитку.

## Будова і функція

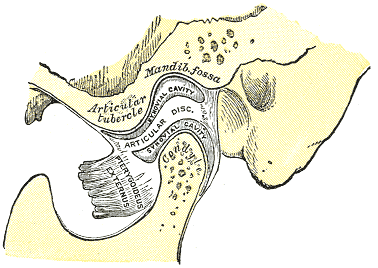
Сагітальний розпил скронево-нижньощелепного суглоба.

Скронево-нижньощелепний суглоб є комбінованим суглобом, який представляє функціональне поєднання двох анатомічно окремих блокових суглобів (лівого і правого). Поверхні головки нижньої щелепи (лат. cáput mandibuláre) і суглобовий горбок (лат. Tuberculum articulare) скроневої кістки, що зчленовуються, доповнені розташованим між ними волокнистим внутрішньосуглобовим хрящовим диском (díscus articuláris), який приростаючи краями до суглобової капсули, розділяє суглобову порожнину на два відокремлених відділи. Обидва скронево-нижньощелепних суглоби функціонують одночасно, являючи собою єдине комбіноване зчленування. Скронево-нижньощелепний суглоб за будовою хоч і належить до виросткових, але завдяки наявності внутрішньосуглобового хрящового диска в ньому можливі рухи в трьох напрямках :
1. Фронтальна вісь: опускання і підняття нижньої щелепи — відбувається в нижньому відділі суглоба, між хрящовим диском і головкою нижньої щелепи;
2. Сагітальна вісь: зсув нижньої щелепи вперед і назад — відбувається у верхньому відділі суглоба, між хрящовим диском і суглобовій поверхні скроневої кістки;
3. Вертикальна вісь: бічні рухи (ротація нижньої щелепи) при жуванні — на одній стороні головка нижньої щелепи разом з хрящовим диском виходять з суглобової ямки на горбок, а з протилежного боку здійснюється ротація голівки нижньої щелепи щодо суглобової западини навколо вертикальної осі.

Виділяють основні елементи суглоба:
- Блок нижньої щелепи
- Суглобова поверхня скроневої кістки
- Капсула
- Внутрішньосуглобовий диск
- Зв'язки

### Зв'язки
Близько скронево-нижньощелепного суглоба виділяють три зв'язки: велику латеральну зв'язку (ligamentum laterale), що має безпосереднє відношення до суглоба, і дві малі зв'язки — клиноподібно-щелепну (ligamentum sphenomaxillare, ligamentum sphenomandibulare) та шилонижньощелепну (ligamentum stylomaxillare, ligamentum stylomandibulare), що лежать на віддалі від суглоба:
- Латеральна чи скронево-нижньощелепна (lig. laterale, lig. temporomandibulare) — це насправді потовщення латеральної частини капсули, яке має дві частини: зовнішню косу і внутрішню поперечну.

- Дві малі зв'язки являють собою не зв'язки, а штучно виділені ділянки фасцій, що утворюють петлю, що сприяє підвішуванню нижньої щелепи.
  - Шилонижньощелепна (lig. stylomandibulare) відокремлює підскроневу область від привушного, і починається від шилоподібного відростка до кута нижньої щелепи.
  - Клиноподібно-щелепна (lig. sphenomandibulare) починається від ості клиноподібної кістки до язичка нижньої щелепи.

Ці зв'язки відіграють важливу роль в тому, що вони визначають межі руху, або іншими словами, крайні кордони рухів нижньої щелепи. Рухи нижньої щелепи можуть бути здійснені тільки в межах функціональних обмежень кріплень м'язів. Спроба збільшення ступеня свободи викликає больові відчуття і, таким чином зазначені межі рідко досягаються при нормальній функції суглоба. З'єднання середнього вуха (молоточка) з скронево-нижньощелепним суглобом:
- Диско-нижньощелепна зв'язка,
- Молоточково-нижньощелепна зв'язка.

### Капсула і хрящовий диск
Суглобова капсула прикріплюється по краю fossa mandibularis до fissura petrotympanica, укладаючи в собі tuberculum articulare, а внизу охоплює collum mandibulae.

## Інервація і кровопостачання
Власне суглоб має тільки чутливу іннервацію. Чутливі волокна, що іннервують суглоб, виходять з вушно-скроневої та жувальної гілки V3 (з нижньощелепної гілки трійчастого нерва).
Постачання суглоба артеріальною кров'ю здійснюється з басейну  зовнішньої сонної артерії, переважно з  поверхневої скроневої артерії. Інші гілки зовнішньої сонної артерії, що забезпечують кровопостачання суглоба: глибока вушна артерія, передня барабанна артерія, висхідна глоткова артерія, і верхньощелепна артерія.
Венозний відтік здійснюється в венозну мережу rete articulare mandibulae, яка обплітає суглоб, а далі — в v.retromandibularis.

## Захворювання СНЩС
Анкілоз СНЩС — це фіброзне або кісткове зрощення суглобових поверхонь, що обумовлює часткове або повне зникнення суглобової щілини та веде до обмеження у відкриванні рота.
Синдром больової дисфункції СНЩС — це м'язово-суглобова дисфункція, яка має вигляд зміщення головки та диску суглоба щодо суглобового горбка, що призводить до порушення стану жувальної мускулатури. Гіпертонус жувальних м'язів викликає больовий синдром та порушення рухової активності СНЩС.
Діагностика стану СНЩС проводиться такими методами, як радіографія, комп'ютерна томографія і магнітно-резонансна томографія. Найбільш інформативним є МРТ скронево-нижньощелепного суглоба, яка дозволяє візуалізувати різні елементи суглобів, при цьому не надаючи променевого навантаження на організм.
Діагностика стану жувальної мускулатури проводиться методами мануального тестування та електроміографії.